# 627981 Ponzoni
627981 Ponzoni è un asteroide della fascia principale. Scoperto nel 2012, presenta un'orbita caratterizzata da un semiasse maggiore pari a 2,475677 UA e da un'eccentricità di 0,187880, inclinata di 0,392844° rispetto all'eclittica.